# Hans Kundnani
Hans Kundnani (* 1972 in Landau in der Pfalz) ist ein britischer politischer Analyst und Berater sowie Germanist, Journalist und Autor.

## Leben
Kundnani ist Sohn einer Mutter aus den Niederlanden und eines Vaters aus Indien. Er studierte Philosophie und Germanistik an der Universität Oxford sowie als Fulbright Scholar Journalismus an der Columbia-Universität in der Stadt New York. Außerdem verbrachte er ein Jahr als Undergraduate an der Freien Universität Berlin.
Beruflich arbeitete er fünf Jahre am European Council on Foreign Relations in London, dort zuletzt als Forschungsdirektor, danach als Senior Transatlantic Fellow des German Marshall Fund in Berlin. Seit 2018 ist er Senior Research Fellow im Europe Programme bei Chatham House in London. Seine dortigen Forschungen und Beratungen beziehen sich insbesondere auf Europa- und Deutschlandpolitik.
Kundnani ist Associate Fellow am Institute for German Studies der Universität Birmingham. Im Jahr 2016 war er ein Bosch Public Policy Fellow an der Transatlantic Academy in Washington, D.C.
Er schreibt für die britischen Zeitungen The Guardian, Prospect, New Statesman und The Times Literary Supplement sowie für eine Reihe außenpolitischer Zeitschriften, etwa ipg-journal, Blätter für deutsche und internationale Politik, Berliner Republik, Foreign Affairs, Foreign Policy, Internationale Politik, Berlin Policy Journal und The Washington Quarterly.
In seinen Büchern beschäftigte sich Kundnani mit der 68er-Bewegung, den von ihr geprägten Generationen und deren Verhältnis zum Holocaust sowie mit Deutschlands politischer Stellung in der Welt. Letztere beschrieb er als „geoökonomische Macht“ und – anknüpfend an Ludwig Dehio – als „Halbhegemonie“ in der Europäischen Union, während andere Autoren, allen voran der britische Deutschlandkenner William E. Paterson (* 1941), vorschlugen, Deutschland als „Europas zurückhaltenden Hegemon“ (englisch „Europe’s reluctant hegemon“) zu charakterisieren.
Kundnani trat der Einschätzung Patersons entgegen und meinte, das Land habe zwar die Kraft zur Festlegung der Regeln, nicht aber, um sie durchzusetzen. Andere Staaten der Europäischen Union seien derweil stark genug, um die Regeln zu brechen, nicht aber sie zu ändern. Deutschlands Einfluss sieht er insbesondere durch sein vergleichsweise schwaches Militär und seine pazifistische politische Kultur, seine starke politische Einhegung durch gegenläufige Interessen in der Europäischen Union und seine Abhängigkeit von einem vergleichsweise wenig dynamischen europäischen Wirtschaftsraum als begrenzt an. In einer heute veränderten globalen politischen Landschaft – gekennzeichnet durch nachlassende transatlantische Sicherheitsgarantien der Vereinigten Staaten, durch Währungs- und Handelskonflikte, durch den Brexit und durch den Aufstieg Chinas zu einer technologischen Wirtschaftsmacht – und angesichts einer kommenden Strukturkrise der deutschen Wirtschaft, die sich durch das Eurosystem und den europäischen Wirtschaftsraum noch stärker auf den Export orientiert, sich somit davon abhängig gemacht und dabei ausgleichsbedürftige Spannungen innerhalb der Europäischen Union erzeugt habe, sieht er die ökonomische und politische Macht Deutschlands tendenziell schwinden.
Kundnanis Kritik, dass Deutschlands Drängen auf eine „Austeritätspolitik“ in der Eurokrise in einer Tradition des Deutschen Kaiserreichs stehe, motivierte den Historiker Andreas Rödder, mit dem Buch Wer hat Angst vor Deutschland? Geschichte eines europäischen Problems eine Gegenposition zu vertreten.

## Schriften (Auswahl)
- Utopia or Auschwitz. Germany’s 1968 Generation and the Holocaust. Oxford University Press, New York/NY 2009, ISBN 978-0-19932-703-4.
- Germany as a Geo-economic Power. In: The Washington Quarterly, 34, Heft 3 (Juni 2011), S. 31–45 (online).
- Was für ein Hegemon? Berlins Politik führt zu keinem deutschen, sondern einem chaotischen Europa. In: Internationale Politik, 67 (2012), 3, S. 21–25.
- mit Jonas Parello-Plesner: China and Germany. Why the Emerging Special Relationship Matters for Europe. European Council on Foreign Relations, 2012, ISBN 978-1-90653-855-2.
- The Paradox of German Power. Oxford University Press, New York/NY 2014, ISBN 978-0-19-024550-4 (Google Books); deutsche Ausgabe (aus dem Englischen übersetzt von Andreas Wirthensohn): German Power. Das Paradox der deutschen Stärke. C.H. Beck Verlag, München 2016, ISBN 978-3-40668-863-8.
- Leaving the West Behind: Germany Looks East. In: Foreign Affairs, 94, Nr. 1 (Januar/Februar 2015), S. 108–116.
- What is the Liberal International Order? The German Marshall Fund of the United States, Beitrag vom 3. Mai 2017.
- Die verkaufte Wahl. Trump, Brexit und der nationale Neoliberalismus. In: Blätter für deutsche und internationale Politik, 62 (2018), 2, 67–72.
- Eurowhiteness. Culture, Empire and Race in the European Project. C. Hurst, London 2023, ISBN 978-1-7873-8932-8.